# Quilticohyla erythromma
A Quilticohyla erythromma a kétéltűek (Amphibia) osztályának békák (Anura) rendjébe és a levelibéka-félék (Hylidae) családjába, azon belül a Hylinae alcsaládba tartozó faj.

## Előfordulása
A faj Mexikó endemikus faja. Természetes élőhelye a szubtrópusi vagy trópusi száraz erdők, szubtrópusi vagy trópusi nedves síkvidéki erdők, folyók édesvizű mocsarak. A fajt élőhelyének elvesztése fenyegeti.

## Természetvédelmi helyzete
A vörös lista a veszélyeztetett fajok között tartja nyilván.